# Topraisar
Topraisar község Constanța megyében, Dobrudzsában, Romániában. A hozzá tartozó települések: Biruinţa, Moviliţa és Potârnichea.

## Fekvése
A település az ország délkeleti részén található, Konstancától harminc kilométerre délnyugatra.

## Története
Régi török neve Toprakhisar, jelentése sárga föld vagy földvár.

## Lakossága
A nemzetiségi megoszlás a következő:
| 2002      | 2002 | 2002   |
| --------- | ---- | ------ |
| Románok   | 4988 | 91,40% |
| Tatárok   | 440  | 8,06%  |
| Törökök   | 13   | 0,23%  |
| Lipovánok | 4    | 0,07%  |
| Csángók   | 4    | 0,07%  |
| Ukránok   | 2    | 0,03%  |
| Romák     | 1    | 0,01%  |
| Magyarok  | 1    | 0,01%  |
| Egyéb     | 4    | 0,07%  |
| Összesen  | 5457 | 100,0% |